# Muhammad Ali Ala al-Saltana
Mirza Muhammad Ali Khan Ala al-Saltana (vers 1829-23 de juny de 1918) fou un primer ministre i polític del període qajar de Pèrsia. Fou conegut pels seus títol de Muin al-Wizara, Ala al-Saltana i príncep (prens). Era fill d'un alt oficial de nom Mirza Ibrahim Mohandes que era cònsol general persa a Bagdad quan el fill va néixer. La seva mare també era persona d'alt rang, filla de Mirza Gaffar, ministra d'obres públiques de l'Azerbaidjan persa.
Va estudiar a Pèrsia i Bagdad i va exercir diversos càrrecs diplomàtics arribant a cònsol a Tbilisi on el 1889 va acollir a Nasir al-Din Shah en el seu camí durant el seu tercer viatge a Europa. Després fou ministre plenipotenciària Londres on va romandre set anys. Quan es va proclamar la constitució el 1907 va ser cridat a Teheran i nomenat ministre d'afers exteriors deixant el lloc a Londres al seu fill Mushir al-Mulk. Posteriorment va ocupar diverses cartes en els successius gabinets fins al 1913 quan el regent Nasir al-Mulk el va nomenar primer ministre (11 de gener).
Va exercir el càrrec durant fins a l'1 de juliol de 1914 i va fer concessions ferroviàries importants a Rússia (6 de febrer) i Gran Bretanya (9 de febrer). El juliol de 1917 fou nomenat primer ministre per segona vegada però degut a la seva malaltia només el va exercir realment dos mesos (en els quals va reconèixer oficialment a la força creada pels britànics anomenada South Persia Rifles) i fou substituït a final de novembre de 1917 sent nomenat el príncep Sultan Abdul Madjid Mirza.
Va morir el 23 de juny de 1918 de malaltia. Estava casat amb la filla del polític i escriptor Madj al-Mulk Sinaki.
Va ocupar els següents ministeris:
- Afers Exteriors, vuit vegades
- Ministre de Ciències, tres vegades
- Benestar Públic, dues vegades
- Comerç, dues vegades
- Justícia, una vegada